# Stückkohle

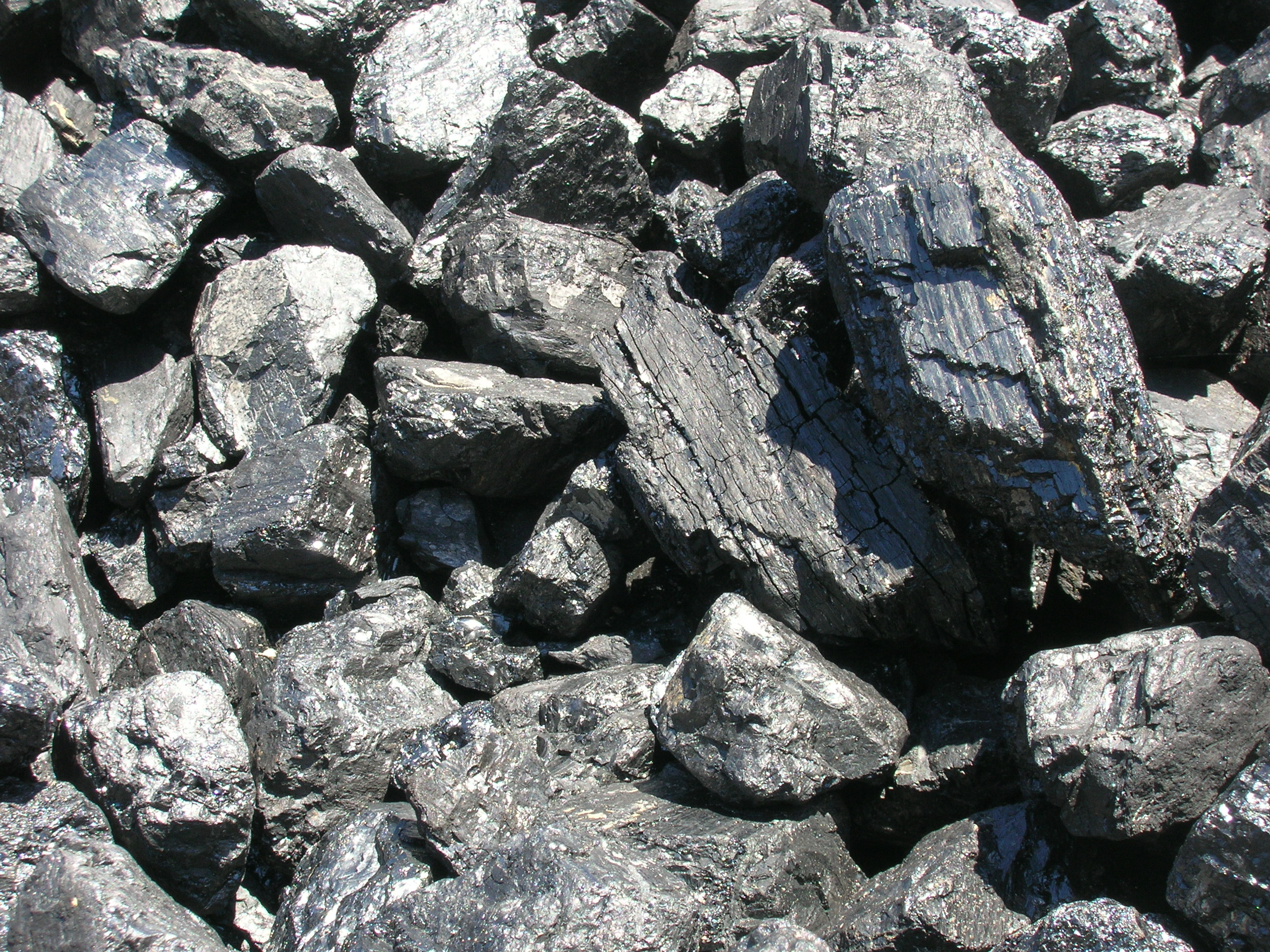
Stückige Steinkohle

Als Stückkohle oder Nusskohle werden Kohlemengen bezeichnet, die aus unterschiedlich großen Stücken bestehen – so, wie sie aus dem Flöz gebrochen und gefördert wurden, ohne die Kohle weiter zu zerkleinern. Einsatzgebiete für Stückkohle sind oder waren Dampflokomotiven, Dampfschiffe und größere stationäre Feststofffeuerungsanlagen, welche die Kohle in einem Festbett verbrennen.
Für Kleinfeueranlagen (Hausbrand) wird die Kohle gebrochen und klassiert. Die in der Größe einheitliche Kohlemengen werden in verschiedenen Größenklassifizierungen unterschieden. Je nach Körnung wird – regional unterschiedlich – auch von Brocken, Knabben, Bruchkohle, Nusskohle, Würfelkohle, Siebkohle, Rostkohle oder Grus gesprochen. Anfang des 20. Jahrhunderts sprach man je nach Korngröße von Stückkohle (über 80 mm), Würfelkohle (80–40 mm), Nußkohle (40–45 mm) oder Gruskohle (15–8 mm). Staub- oder Feinkohlen haben Korngrößen von unter 8 mm. Allerdings war eine einheitliche Klassierung seinerzeit weder bei deutschen noch ausländischen Zechen definiert.
In modernen Kraftwerken wird gemahlene Kohle (in Staubform) verwendet und im Gasstrom oder Wirbelbett verbrannt.